# خیابان هارلی
خیابان هارلی (به انگلیسی: Harley Street) یکی از خیابان‌های معروف لندن می‌باشد که در مرکز آن در وست‌مینستر واقع شده و به دلیل وجود مطب‌های پزشکان خصوصی و دفاتر وکلای بسیار در آن شهره است. 

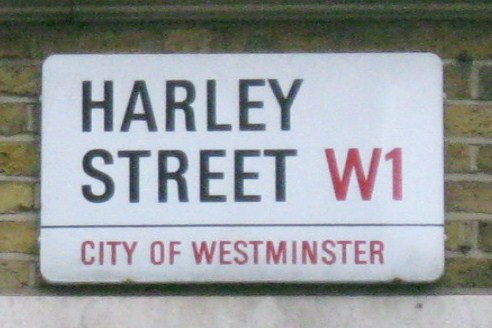
نگاره‌ای از تابلوی ابتدای خیابان هارلی - ۲۰۱۱

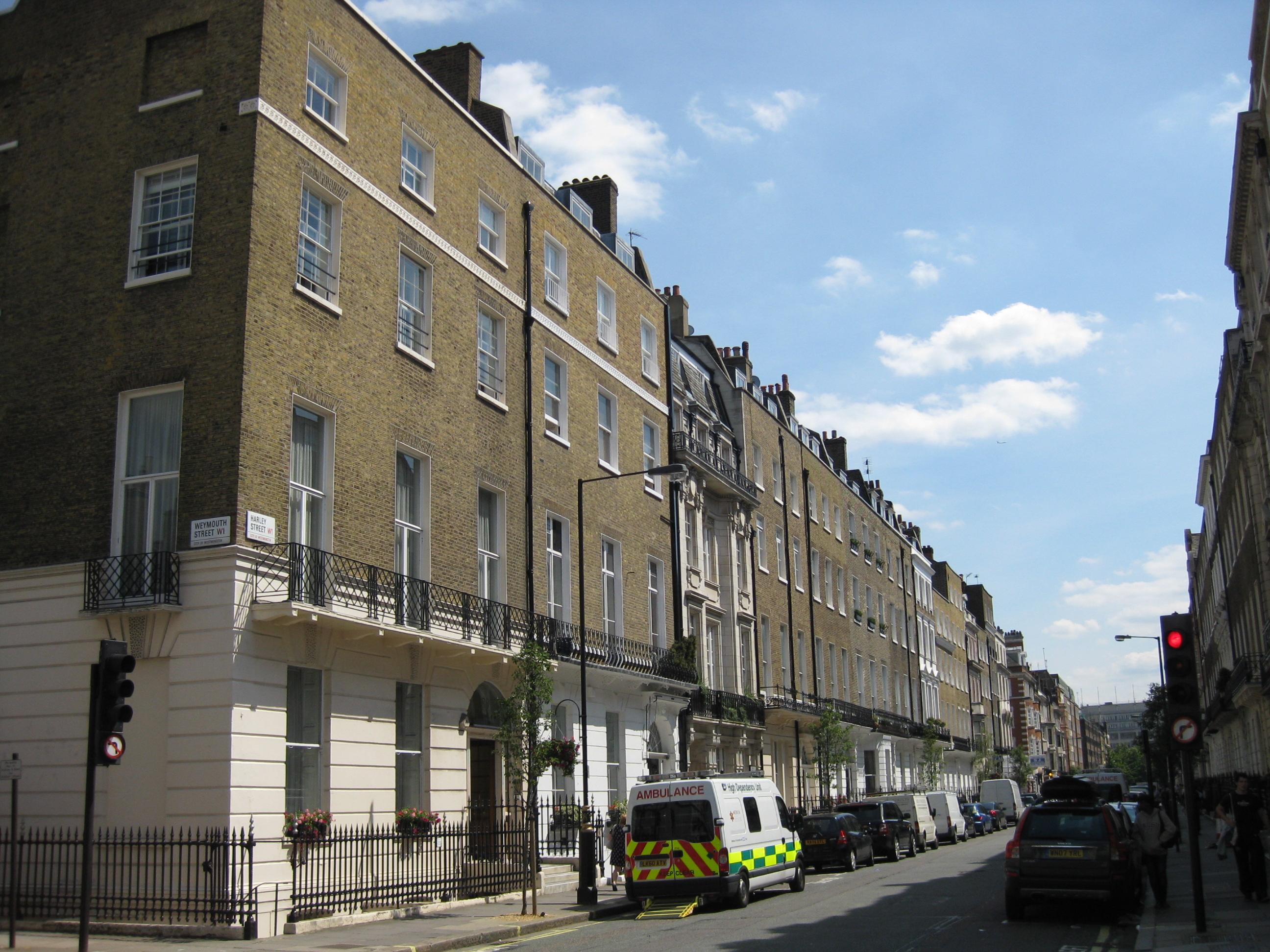
نگاره‌ای از خیابان هارلی در لندن - سال ۲۰۱۱